# Super Bowl XVIII
El Super Bowl XVIII fue el nombre que se le dio al partido de fútbol americano que definió al campeón de la temporada 1983-84 de la NFL. El partido se disputó el 22 de enero de 1984 en el estadio Tampa Stadium de la ciudad de Tampa, Florida. Enfrentó al campeón de la NFC los Washington Redskins y al campeón de la AFC Los Angeles Raiders. El título quedó en manos de Los Angeles Raiders quienes vencieron por 38-9 y obtuvieron el tercer título para la franquicia, fue el primer y único título de Super Bowl en la ciudad de Los Ángeles hasta el Superbowl LVI, jugado el 13 de febrero del 2022.
Durante el descanso se emitió el anuncio de Apple presentando el primer MAC, basado en la novela de George Orwell 1984, el cual fue un hito en la historia de la publicidad.

## Resumen del partido
Los Angeles Raiders tomaron ventaja en el primer cuarto del Super Bowl XVIII, después de que Dan Jensen bloqueara un despeje de Jeff Hayes, recuperara y llevara el balón hasta la zona de anotación. En el segundo cuarto Cliff Branch atrapó un pase de 12 yardas, lanzado por Jim Plunkett, para anotar y poner el juego 14-0. Los Redskins descontarían con un gol de campo de 24 yardas de Mark Moseley, pero Jack Squirek interceptó un pase de Joe Theisman y tras correr 5 yardas anotó para "los angelinos". En el tercer cuarto John Riggins con una carrera de una yarda, tras bloquear una patada de despeje, acercó a Washington. Pero Marcus Allen, con una carrera de 5 yardas primero y con un big play de carrera de 74 yardas (nueva marca en un Super Bowl)liquidaría el juego para Los Angeles Raiders. Chris Bahr con un gol de campo de 21 yardas ponía el resultado final de 38-9. El jugador más valioso fue Marcus Allen que corrió 191 yardas en 20 carreras lo que fue un récord en un Super Bowl.